# Protaetia novaki
Protaetia novaki är en skalbaggsart som beskrevs av Miksic 1963. Protaetia novaki ingår i släktet Protaetia och familjen Cetoniidae. Utöver nominatformen finns också underarten P. n. pagovatica.